# Eduardo Sáenz de Cabezón
Eduardo Sáenz de Cabezón (Logroño, La Rioja; 24 de junio de 1972) es un matemático español y profesor de Lenguajes y Sistemas Informáticos en la Universidad de La Rioja desde 2001. También es teólogo, aunque actualmente no ejerce como tal. Es conocido por su faceta como divulgador científico, especialmente por sus monólogos y por ser el creador del canal de YouTube Derivando. Además, es padre del cantante Juan Sáenz de Cabezón, conocido artísticamente como L'haine.

## Biografía
Eduardo Sáenz de Cabezón estudió durante su juventud en el Instituto Sagasta, de Logroño. Al acabar la secundaria, decidió estudiar Matemáticas debido a su gusto por la informática. Es además licenciado en Teología en la Universidad Pontificia de Comillas, y es doctor en Matemáticas en la Universidad de La Rioja.
Desarrolló su investigación en el área del álgebra computacional, a la que ha contribuido con 25 publicaciones de investigación y colaboraciones con matemáticos españoles y europeos como Henry P. Wynn.

### Tesis doctoral
Obtuvo su doctorado en 2008 con la tesis Combinatorial Koszul homology: computations and applications (Homología de Koszul combinatoria: Cálculos y aplicaciones), por la que obtuvo la calificación de sobresaliente cum laude por unanimidad del tribunal.
La tesis se encuadra dentro del área del álgebra computacional. En ella se estudia la homología de Koszul para ideales de monomios. En la tesis obtiene resultados que permiten describir la estructura de este tipo de ideales a partir de su homología de Koszul; describe algoritmos para el cálculo de esta homología; algoritmos implementados que muestran ser eficaces.
Finalmente se dan aplicaciones de los algoritmos y resultados descritos en la tesis. Estas aplicaciones van del estudio de ciertos ideales del álgebra conmutativa al estudio de sistemas diferenciales o incluso a la fiabilidad de sistemas complejos, de tipo industrial, eléctrico e incluso biológico. El estudio de la estructura de ideales monomiales (un concepto del álgebra conmutativa) resulta de gran interés para aplicaciones en la teoría de fiabilidad, usada en muchos campos, desde aplicaciones industriales (como el control de redes y procesos de distintos tipos) a temas biológicos, como el escaneo de secuencias de ADN, etc.
En su tesis doctoral, Eduardo ofrece varios ejemplos de sistemas que son usados en aplicaciones, en concreto en redes series-paralelo y sistemas consecutive-k-out-of-n usados en secuenciación de ADN, trabajos realizados en colaboración con la London School of Economics.

## Divulgación científica
Eduardo ha realizado una intensa labor de divulgación de las matemáticas mediante conferencias, espectáculos, charlas y talleres para personas de todas las edades y por todo el mundo (España, México, Panamá, Argentina, Costa Rica, Uruguay, etc). 
Es miembro y fundador de un grupo de científicos e investigadores en activo llamado Big Van Ciencia desde 2013, dedicados a la divulgación científica con el objetivo de llevar la comunicación científica a todo tipo de públicos. También es autor del show matemático El baúl de Pitágoras, que fue exhibido en teatros y bares en varias ciudades de España desde 2012.

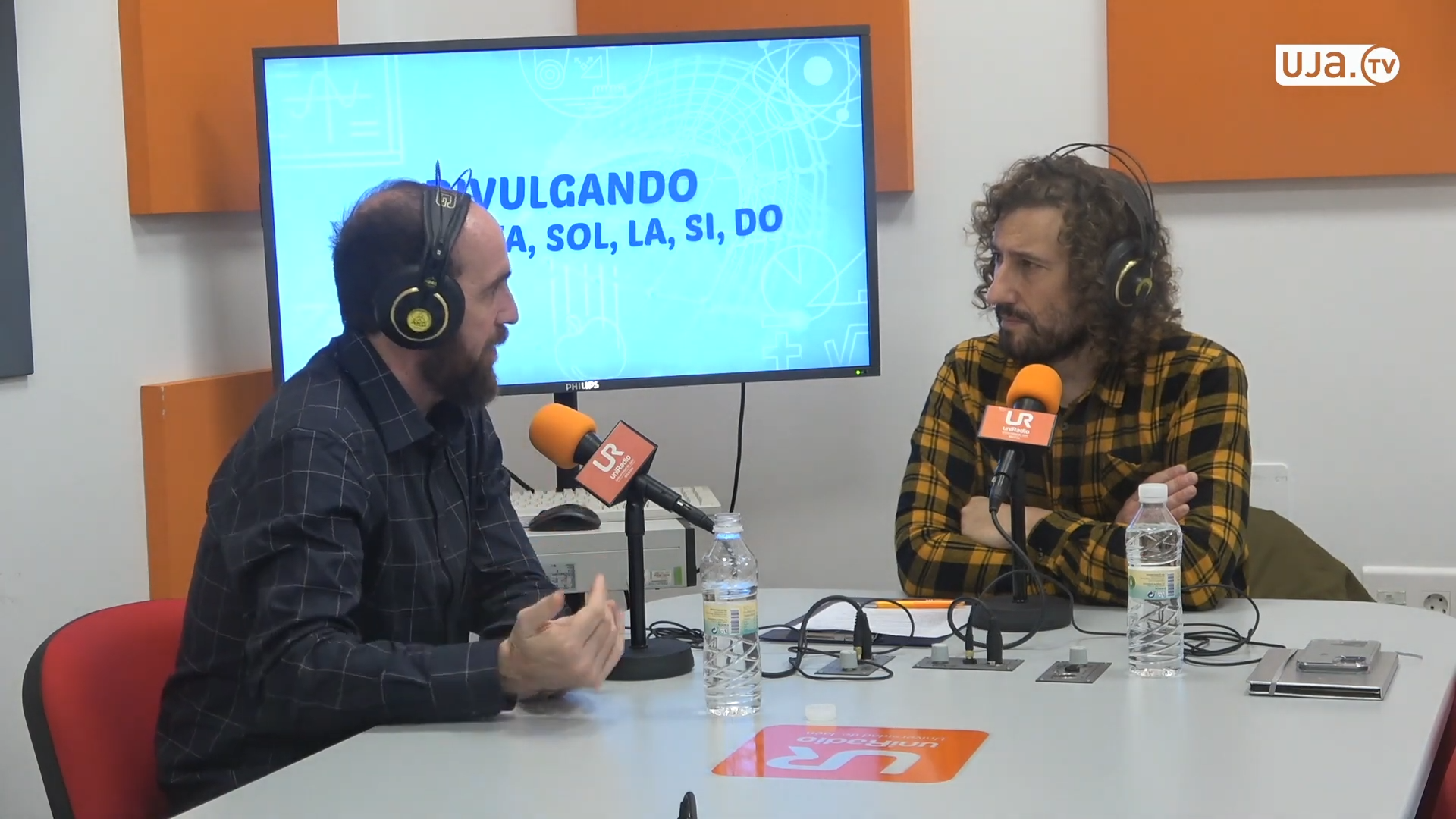
Eduardo Sáenz de Cabezón siendo entrevistado por la Universidad de Jaén.

Eduardo ha participado con la organización TED y en eventos como los Premios Príncipe de Asturias 2013, en el CERN de Ginebra y en el Día Mundial de las Enfermedades Raras de 2015 ante la reina doña Letizia.
Fue ganador de concursos de monólogos científicos: Famelab España (2013) y en la Fundación Aquae (2014), llegando a ser finalista en el Cheltenham Science Festival (Reino Unido).
Eduardo es colaborador de la revista Yorokobu desde 2015. Ha sido presentador del late night show de divulgación científica Órbita Laika y fue colaborador en cadena SER como “matemático de cabecera" del programa La Ventana desde septiembre de 2015 hasta enero de 2017, y en el espacio "El teorema" de RTVE desde 2017 hasta la actualidad.
Desde 2015 posee el canal de YouTube llamado Derivando, en el cual enseña y explica curiosidades acerca del mundo matemático, con un total de más de un millón de suscriptores.

## Libros
- Inteligencia matemática (2016) ISBN 9788416620425 - En este libro Eduardo intenta mostrar que las matemáticas no son tan odiosas como aparentan, interviniendo en la creatividad, la intuición, el cálculo, la imaginación y la técnica. Eduardo sostiene que son una oportunidad de disfrutar de la realidad porque, lo queramos o no, todos llevamos un matemático en nuestro interior, que tal vez se asustó en la escuela y permanece oculto en un rincón".[13][14]
- El árbol de Emmy (2019) ISBN 9788417886202 - Libro biográfico de Emmy Noether, una de las mujeres matemáticas más importantes de la historia y una de las científicas más destacadas de sus tiempos.[15]
- Apocalipsis matemático (2020) ISBN 9788417809096 - Libro divulgativo en el que enseña la resolución de problemas matemáticos.[16]

- Coautor del libro Gardner para aficionados: Juegos de matemática recreativa (2018) ISBN 9788491073192.
- Coautor del libro Instrucciones para hacer de la ciencia un drama (¡o una comedia!) (2021) ISBN 9786075712840.